# Герб Малої Глумчі
Герб Мало́ї Глу́мчі — офіційний символ села Мала Глумча Ємільчинського району Житомирської області, затверджений 20 серпня 2013 р. рішенням XXI сесії Малоглумчанської сільської ради VI скликання.

## Опис
Щит розтятий соснопагоноподібно; справа на золотому полі дві лазурові квітки льону з золотими серединками в стовп; зліва на зеленому полі стоїть срібний лелека з чорним оперенням і червоним дзьобом та лапами. Щит обрамований золотим декоративним картушем і увінчаний золотою сільською короною.

## Значення символів
Соснопагоноподібний поділ та зелене поле відображають ліси. Золоте поле символізує сільське господарство, щедрість, добробут. Дві квітки льону символізують два села Мала Глумча та Паранине. Лелека — характерний представник фауни Полісся.
Автори — А. Б. Гречило, Федір Михайлович Штиль.